# Saints & Sinners
Saints & Sinners é uma telenovela estadunidense exibida originalmente pela rede de televisão MyNetworkTV entre 14 de Março e 18 de Julho de 2007. Foi baseada na telenovela mexicana La calle de las novias, exibida originalmente pela TV Azteca.
Inicialmente, foram exibidos episódios de duas horas nas quartas-feiras, que depois foram reduzidos para uma hora. No entanto, apesar das mudanças, a emissora retirou o programa da grade de programação antes de seu término, por continuar enfrentando problemas de audiência, deixando 39 episódios inéditos nos Estados Unidos da América.

## Enredo
Este conto moderno de Romeu e Julieta é centrado nas vidas de duas famílias de Miami Beach - os Capshaw e o Martin - que desde sempre foram marcadas pela rivalidade. Apesar disso, Julie Capshaw se apaixona por Roman Martin, o homem acusado de matar seu pai. Os problemas com suas famílias são iminentes, e elas farão de tudo para impedir que Roman e Julie continuem juntos. Enquantos isso, um estranho que trabalha para o DEA se disfarça como o religioso Marcus Pitt.
Inicialmente, os Capshaw e Martin eram conhecidos como os Olivera e Mazzoni, respectivamente. Na telenovela mexicana original, as famílias se chamavam Sánchez e Mendoza.

## Produção
A telenovela originalmente seria exibida em syndication sob o nome de A Dangerous Lovr no bloco Secret Obsessions. No entanto, os executivos da MyNetworkTV decidiram exibir os 65 episódios nos dias de semana, com um episódio de recapitulação aos sábados. Com o fracasso do formato de exibição verificado com Desire e Fashion House, por exemplo, a rede acabou por exibir o programa em episódios de duas horas às quartas-feiras.
Novamente fracassado, o novo formato fez a MyNetworkTV desistir das telenovelas e passar a investir sua atenção em reality shows e programas similares, com o objetivo de atrair novos telespectadores. Apesar do cancelamento, Saints & Sinners não foi afetada, pois sua produção já havia sido finalizada antes da produção ser tomada.
Apesar da trama se passar na Flórida, o programa foi filmado nos estúdios da Stu Segall Production, em San Diego, com exceção de algumas cenas exteriores.

## Elenco
| Ator                  | Personagem       |
| --------------------- | ---------------- |
| Maria Conchita Alonso | Diana Martin     |
| Charles Shaughnessy   | August Martin    |
| Scott Bailey          | Roman Martin     |
| Natalie Martinez      | Pilar Martin     |
| Ryan Scott Greene     | Marcus           |
| Nick Stabile          | Gabe Capshaw     |
| Shelli Boone          | Evan Reed        |
| Chris Engen           | Richard Vargas   |
| James Harvey Ward     | Madden           |
| David Grant Wright    | Pe. Thomas       |
| Joe Tabb              | Stevens          |
| Michael Duvert        | Dax Ryston       |
| Juan Monsalvez        | Det. Ben Johnson |
| Chris Hoffman         | Simon Pierce     |
| Tyler Kain            | Julie Capshaw    |
| Ray Galletti          | Mike Brady       |
| Mel Harris            | Sylvia Capshaw   |
| Rosalie Ward          | Sloane Capshaw   |
| Eva Tamargo           | Helen            |